# Crystal Lowe
Pour les articles homonymes, voir Lowe.
Crystal Lowe, née le 20 janvier 1981 à Vancouver (Canada), est une actrice et réalisatrice canadienne.

## Biographie
Crystal Lowe commence sa carrière avec des apparitions dans des films tels que Get Carter et Insomnia, ainsi que des séries télévisées comme Stargate SG-1.
En 2006, elle se fait connaître du grand public grâce à Destination finale 3 ; sa plastique plus qu'avantageuse et son personnage en font la nouvelle Scream Queen. Elle enchaîne ainsi les films horrifiques avec Black Christmas et Détour mortel 2. En parallèle, elle fait des apparitions dans Les Quatre Fantastiques et le Surfer d'argent et Charlie, les filles lui disent merci.
En 2010, elle est à l'affiche de la comédie La Machine à démonter le temps avec John Cusack.
En 2012, elle fait partie du casting de la nouvelle série Les Portes du temps : Un nouveau monde.

## Filmographie

### Cinéma
- 2000 : Get Carter : fille #1 sur la vidéo
- 2000 : Sanctimony : Virginia
- 2001 : Les Démons du maïs 7 (Children of the Corn: Revelation) (vidéo) : Tiffany
- 2002 : Insomnia : Kay Connell
- 2002 : Espion et demi : la belle fille
- 2004 : Canadian Pie (Going the Distance) : la serveuse
- 2005 : Anges de sang (Thralls) : Tanya
- 2006 : Destination finale 3 : Ashlyn Halperin
- 2006 : Scary Movie 4 de David Zucker : Chingy's Girl #1
- 2006 : Des serpents dans l'avion : la fille qui demande un autographe
- 2006 : Black Christmas : Lauren Hannon
- 2007 : Les Quatre Fantastiques et le Surfer d'argent : Nicole, une des filles en boite
- 2007 : Charlie, les filles lui disent merci : une amie de Cam
- 2007 : Détour mortel 2 (Wrong Turn 2: Dead End) (vidéo) : Elena Garcia
- 2007 : Coffee Diva (court métrage) : Chipped Tooth
- 2008 : That One Night : Stacy
- 2008 : Danse ta vie 2 : Lexi
- 2008 : Funérailles d'enfer : Jane
- 2009 : Le Prix du sang (Driven to Kill) : Tanya
- 2010 : La Machine à démonter le temps : Zoe (non créditée)
- 2012 : A Little Bit Zombie : Tina
- 2012 : Charlie : Rose
- 2016 : Rampage: President Down de Uwe Boll : la petite amie de Bill Williamson
- 2017 : Wonder de Stephen Chbosky : la mère de Julian

### Télévision

#### Séries télévisées
- 1997 : Stargate SG-1 (saison 1, épisode 3) : Nya
- 1997 : Classe croisière (Breaker High) (saison 1, épisode 8) : Melina
- 1998 : Les Aventures de Shirley Holmes (The Adventures of Shirley Holmes) (saison 3, épisode 10) : Pascal
- 1998-2000 : Cold Squad, brigade spéciale (Cold Squad) (3 épisodes) : Myra Larson / Samantha Gordon
- 1998-2001 : Coroner Da Vinci (Da Vinci's Inquest) (3 épisodes) : Sylvia / Shelley Dunne
- 2002 : Saucisses party (The Sausage Factory) (3 épisodes) : Shannon
- 2002 : La Treizième Dimension (The Twilight Zone) (saison 1, épisode 13) : la groupie
- 2004 : La Vie comme elle est (Life As We Know It) (saison 1, épisode 6) : Julie
- 2005 : Le Messager des ténèbres (The Collector) (saison 2, épisode 5) : Cree
- 2005 : The L Word (saison 2, épisode 2) : la serveuse de cocktail
- 2006 : Les Maîtres de l'horreur (Masters of Horror) (saison 1, épisode 11) : Lily
- 2006 : Killer Instinct (saison 1, épisode 10) : Yvette
- 2006 : The Evidence : Les Preuves du crime (saison 1, épisode 8) : Deb Kintza
- 2007 : Falcon Beach (saison 2, épisode 2) : Kelly
- 2007 : Psych : Enquêteur malgré lui (2 épisodes) : Daphne / Eden
- 2007 : Bionic Woman (saison 1, épisode 1) : Jessica
- 2008 : Stargate Atlantis (saison 4, épisode 14) : Mardola
- 2009 : Supernatural (saison 5, épisode 9) : actrice Leticia Gore
- 2010 : Smallville (4 épisodes) : Vala (sœur de Faora dans la saison 9)
- 2011 : Shattered (saison 1, épisode 11) : une femme
- 2012 : L'Heure de la peur (saison 2, épisode 17) : Cassandra
- 2012-2013 : Les Portes du temps : Un nouveau monde (Primeval: New World) (11 épisodes) : Toby Nance
- 2014 : Almost Human (saison 1, épisode 7) : Jeannie
- 2014 : Signed, Sealed, Delivered (9 épisodes) : Rita Haywith

#### Téléfilms
- 2002 : La Vie secrète de Zoé (The Secret Life of Zoey) : la pom-pom girl
- 2004 : The Life : étudiante #3
- 2006 : Totally Awesome : la jolie fille
- 2008 : Poison Ivy: The Secret Society : Isabelle
- 2008 : Yeti (Yeti: Curse of the Snow Demon) : Ashley
- 2008 : Un voisin trop charmant (The Boy Next Door) : Nicole
- 2009 : Seule face à l'injustice : Faiza
- 2009 : Confiance brisée (Trust) : Michelle
- 2011 : Mon fils a disparu (Taken from Me: The Tiffany Rubin Story) : Natalie
- 2011 : To the Mat : Piper / Peaches
- 2011 : Les Roches maudites (Killer Mountain) : Nina
- 2015 : Enquêtes gourmandes : Meurtre quatre étoiles (The Gourmet Detective: A Healthy Place to Die) de Scott Smith : Gretchen

## Distinctions

### Récompenses
- Canada International Film Festival 2012 : meilleure révélation pour A Little Bit Zombie partagée avec Casey Walker (Réalisateur), Kristopher Turner (Acteur), Kristen Hager (Acteur), Shawn Roberts (Acteur), Robert Maillet (Acteur), Christopher Bond (Scénariste), Trevor Martin (Scénariste), Kevin C.W. Wong (Directeur de la photographie) et Michael P. Mason (Monteur)[1].
- LA Shorts Awards 2017 : meilleur court-métrage pour The Curtain[1]
- NYC Indie Film Awards 2017 : meilleur court-métrage pour The Curtain[1]
- The IndieFest Film Awards 2017 : meilleur court-métrage pour The Curtain[1]
- Canada Shorts Film Festival 2018 : Prix du Public du meilleur court-métrage pour The Curtain[1]
- Gulf of Naples Independent Film Festival 2018 : meilleur court-métrage dramatique partagé avec Brenda Whitehall et Lynda Finch[1].
- Spokane International Film Festival 2018 : meilleur court-métrage canadien pour The Curtain partagé avec Brenda Whitehall et Lynda Finch[1]
- Vancouver International Women in Film Festival 2018 : Prix Matrix du meilleur court-métrage pour The Curtain[1]

### Nominations
- Fangoria Chainsaw Awards 2006 : meilleure ligne de dialogue pour Destination finale 3[1]
- Prix ACTRA 2014 : meilleure actrice dans une série télévisée dramatique pour Signed, Sealed, Delivered[1]
- Prix ACTRA 2016 : meilleure actrice dans une série télévisée dramatique pour Signed, Sealed, Delivered[1]
- Los Angeles Independent Film Festival Awards 2017 : meilleur court-métrage pour The Curtain partagé avec Brenda Whitehall et Lynda Finch[1].
- Oregon Short Film Festival 2018 : Prix du Jury de la meilleure réalisatrice internationale pour The Curtain[1]
- Sydney Indie Film Festival 2018 : Prix du Jury du meilleur court-métrage pour The Curtain partagé avec Brenda Whitehall et Lynda Finch[1]

## Reprises dans d'autres films
- 2011 : Destination Finale 5 : stock shot où l'on voit le personnage Ashlyn Halperin de Destination finale 3.